# Polizeiassistenz
Polizeiassistenz (Abkürzung: PA) bezeichnet im deutschsprachigen Teil der Schweiz eine interne und uniformierte Abteilung der Polizei, die durch ihre sekundäre Tätigkeiten Frontpolizistinnen und Polizisten entlasten. Es ist ein Überbegriff von Berufen, die polizeidienstliche Aufgaben leisten oder Aufgaben im Rahmen der öffentliche Sicherheit und Ordnung wahrnehmen.

## Aufgaben und Tätigkeiten
Polizeiassistenten sind Repräsentanten der Exekutive und in besonderer Hinsicht Recht und Gesetz verpflichtet. Ihre Aufgaben variieren je nach Polizeikorps und Kanton. Es gibt Polizeiassistenz sowohl bei den Korps der Kantonspolizei (Kapo) als auch bei der Stadtpolizei (Stapo).  
Die Kernaufgabe liegt grundsätzlich bei Gefangenentransporte, Bewachung und Schutz von festgehaltenen Personen im öffentlichen Raum (Gericht, Spital), Objektschutz, Korpsschutz, Personenkontrolle und Verkehrskontrolle.
Beispiele sind:
- Botschaftsschutz
- Grenzpolizei
- PAD: Polizeilicher Assistenzdienst
- Polizeiassistent
- Sicherheitsassistent (Polizei)

## Ausrüstung
Die spezialisierten und uniformierten Einheiten sind in den meisten Polizeikorps für ihren Eigenschutz und zum Schutz dem ihr anvertrautem Objekt oder anvertrauter Person, mit den jeweiligen regulären Korpsausrüstung ausgerüstet und bewaffnet.

## Geschichte
Die Polizeiassistenz wurde 1907 erstmals in Zürich schriftlich erwähnt und war eine Abwandlung des Stuttgarter Hilfspolizisten.

## Kritik
Da die Ausbildung zum Polizeiassistenten im Vergleich zu der des ordentlichen Polizisten nicht nur kürzer ist, sondern auch die Personalkosten  geringer sind, gibt es innerhalb einiger Polizeikorps Kritik gegen diese Modernisierung:

«Doch wir wehren uns, wenn die Polizeiassistenten einfach aus Spargründen immer mehr Aufgaben übernehmen sollen.»